# Megalochóri (Santorin)
Megalochóri, en grec moderne : Μεγαλοχώρι, est un village de l'île de Santorin, dème de Thíra, d'Égée-Méridionale, en Grèce.
Selon le recensement de 2011, la population du village s'élève à 594 habitants.